# Lo mejor (álbum de Fabiana Cantilo)
Lo mejor es un disco recopilatorio de la cantante argentina Fabiana Cantilo. Contiene sus grandes éxitos hasta ese año, con dos canciones inéditas: «Dulce condena», de Andrés Calamaro y una versión de la canción «Nada es para siempre» (Forever radio edit).
Esta compilación fue editada por la empresa discográfica Warner Music con fines netamente comerciales en 1997. [cita requerida]

## Lista de canciones
| N.º | Título                                                   | Escritor(es)                                            | Duración |  |
| 1.  | «Mi enfermedad» (incluido en el álbum Algo mejor)        | Andrés Calamaro                                         | 3:21     |  |
| 2.  | «Nada es para siempre» (del álbum Sol en cinco)          | Fito Páez                                               | 5:25     |  |
| 3.  | «Mary Poppins y el deshollinador» (del álbum Algo mejor) | Fito Páez y Fabiana Cantilo                             | 4:05     |  |
| 4.  | «Pasaje hasta ahí» (del álbum Golpes al vacío)           | Fabiana Cantilo y Fena Della Maggiora                   | 3:54     |  |
| 5.  | «Llego tarde» (del álbum Algo mejor)                     | Fito Páez y Gabriel Carambula                           | 4:11     |  |
| 6.  | «Ya fue (nos vemos luego)» (del álbum Sol en cinco)      | Fena y Fabiana Cantilo (letra) Fabiana Cantilo (música) | 2:58     |  |
| 7.  | «Amor equivocado» (del álbum Golpes al vacío)            | Fabiana Cantilo                                         | 4:18     |  |
| 8.  | «Algo mejor» (del álbum Algo mejor)                      | Fito Páez                                               | 3:39     |  |
| 9.  | «Bares río arriba» (del álbum Sol en cinco)              | Adrián Ezequiel Bianchi                                 | 3:56     |  |
| 10. | «Arcos» (del álbum Algo mejor)                           | Fabiana Cantilo                                         | 3:22     |  |
| 11. | «Dulce condena»                                          | Andrés Calamaro y Ariel Roth                            | 3:29     |  |
| 12. | «Nada es para siempre» (Forever Radio Edit)              | Fito Páez                                               | 4:28     |  |

Fuente: